# Paleis Al-Khuld
Het Paleis Al-Khuld (Arabisch: قصر الخلد , Qasr al-Khuld) was een van de belangrijkste kalifaatspaleizen in Bagdad tijdens het vroege Kalifaat van de Abbasiden.

## Geschiedenis

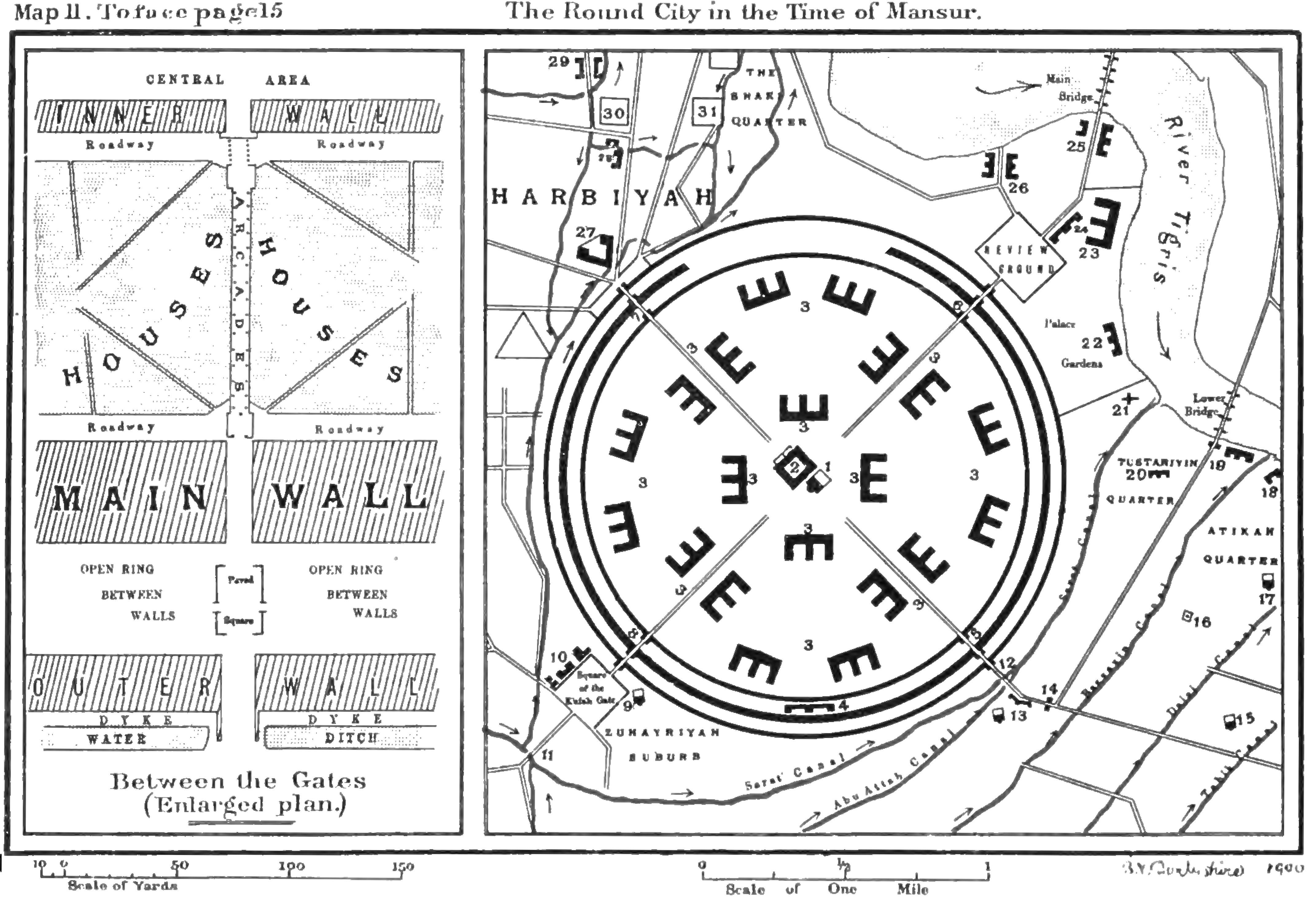
De ronde stad Baghdad ten tijde van kalief al-Mansur. Het Paleis Al-Khuld Palace is nr 23

Bagdad werd in 762 gesticht door de tweede Abbasidische kalief, al-Mansur (regeerde 754-775). Het grootste deel van de oorspronkelijke stad was de Ronde Stad, met het eerste kalifaalpaleis, het Paleis van de Gouden Poort, in het midden.  In 773 begon al-Mansur met de bouw van een ander paleis op een langgerekt, kilometers lang stuk land tussen de muren van de Ronde Stad en de westelijke oever van de Tigris. Het paleis en zijn uitgestrekte tuinen bevonden zich tussen de Khurasan-poort van de ronde stad en de westelijke ingang van de belangrijkste botenbrug van de stad die over de Tigris leidde. Al-Mansur koos naar verluidt voor deze plek omdat op deze plek de Tigris-oever de hoogste boven de rivier was en zo het paleis beschermde tegen de alomtegenwoordige insecten langs de rivieroever. De site stond bekend om zijn frisse lucht. Het kreeg de naam "Paleis van de eeuwigheid" (Qaṣr al-Khuld) naar een passage in de Koran die verwijst naar het paradijs, het "Paleis van de eeuwigheid beloofd aan de godvrezenden", omdat de tuinen bijna wedijveren met de tuin van het paradijs.  Volgens Ya'qubi was er vóór het paleis een groot beoordelingsveld, grenzend aan de koninklijke stallen. 
Hoewel het Paleis van de Gouden Poort de officiële residentie van de kalief was, gebruikten al-Mansur en zijn opvolgers tot Harun al-Rashid (786-809), vanaf de inhuldiging van het paleis Al-Khuld in 775, vaak beide woningen. Harun verkoos naar verluidt de Khuld tijdens zijn verblijf in Bagdad.  Het paleis liep, net als het nabijgelegen Paleis van Zubaydah, uitgebreide schade op door stenen katapultkogels tijdens het Beleg van Bagdad (812-813). Het paleis Al-Khuld was waarschijnlijk in puin aan het einde van de belegering, maar ten minste één bron beweert dat al-Ma'moen (813-833) er verbleef toen hij in 819 naar Bagdad kwamen, voordat Paleis Hasani klaar was voor zijn verblijf.  
Nadat onder al-Mu'tasim (833-842) de hoofdstad verhuisde naar Samarra, raakten de overblijfselen van het paleis verder vervallen en bleef het in een verwoeste staat tot 979, wanneer de Buyid 'Adud al-Dawla besloot om het Al-'Adudi Hospital op zijn site te bouwen.